# Alyctelater
Alyctelater là một chi bọ cánh cứng trong họ 
Elateridae.
Chi này được miêu tả khoa học năm 1966 bởi Laurent.

## Các loài
Các loài trong chi này gồm:
- Alyctelater australis Laurent, 1974
- Alyctelater longicornis (Boheman, 1851)